# Cartaletis flexilimes
Cartaletis flexilimes är en fjärilsart som beskrevs av W. Warren 1897. Cartaletis flexilimes ingår i släktet Cartaletis och familjen mätare. Inga underarter finns listade i Catalogue of Life.